# Herbjørg Wassmo
Herbjørg Wassmo (Vesterålen, 6 dicembre 1942) è una scrittrice norvegese.

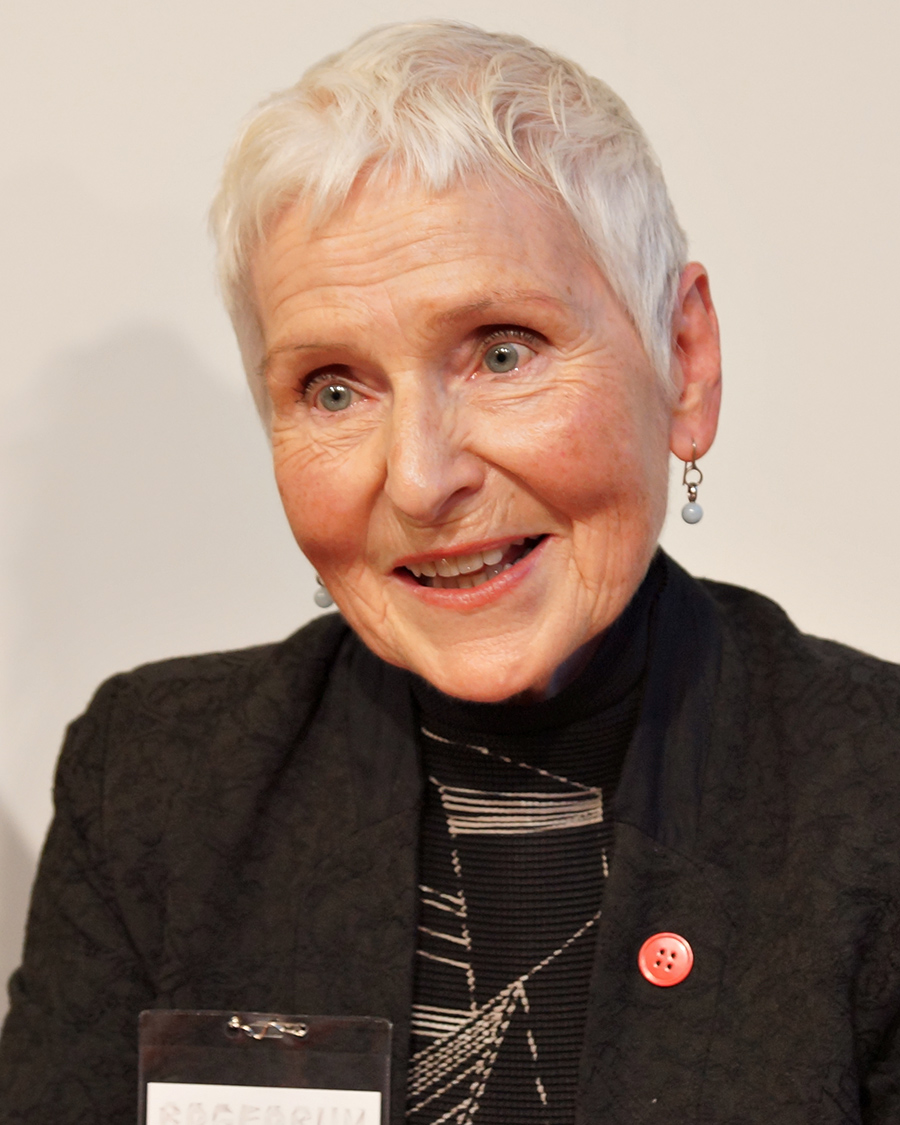
Herbjørg Wassmo, Copenaghen 2014

Ha lavorato come insegnante fino al suo debutto come scrittrice con una raccolta di poesie intitolata Vingeslag. Nel 1981 ottiene il successo con il romanzo La veranda cieca per il quale riceve il Premio della Critica. Un altro prestigioso riconoscimento come il Premio del Consiglio Nordico le viene assegnato nel 1986 per il romanzo Cielo a nudo. Anche all'estero la sua opera è molto apprezzata, tanto che in Francia riceve il Premio Jean Monnét nel 1998.
Nelle sue opere si occupa di problematiche come l'oppressione dell'individuo nella società, il rapporto fra vittima e carnefice e di temi come la forza creatrice della fantasia e la capacità umana di sperare.

## Opere
- Vingeslag (poesia 1976)
- Flotid (poesia, 1977)
- Huset med den blinde glassveranda (romanzo, 1981)
- Det stumme rommet (romanzo, 1983)
- Juni-vinter (dramma, 1983)
- Veien å gå (romanzo, 1984)
- Mellomlanding (dramma, 1985)
- Hudløs himmel (romanzo 1986)
- Dinas bok (romanzo, 1989)
- Lite grønt bilde i stor blå ramme (poesia, 1991)
- Lykkens sønn (1992)
- Reiser - fire fortellinger (1995)
- Hemmelig torsdag i treet (libro per ragazzi, 1996)
- Karnas arv (romanzo, 1997)
- Det sjuende møte (romanzo, 2000)
- Flukten fra Frank (romanzo, 2003)
- Et glass melk takk (romanzo, 2006)

### In italiano
- La veranda cieca ("Huset med den blinde glassveranda", 1981, trad. it. 1989), Iperborea (ISBN 88-7091-009-1)
- Dina: signora di Reinsnes ("Dinas bok", 1989, trad. it. 2005), giunti (ISBN 88-09-03785-5)

## Trasposizioni cinematografiche
Dal romanzo Dina: signora di Reinsnes (Dinas bok) è stato tratto nel 2002 il film I Am Dina diretto da Ole Bornedal.